# Division IB du Championnat du monde junior de hockey sur glace 2018
Le tournoi de la Division IB du Championnat du monde junior de hockey sur glace 2018 a lieu à l'Ice Arena de Bled en Slovénie du 9 au 15 décembre 2017.

## Format de la compétition
Le Championnat du monde junior de hockey sur glace est un ensemble de plusieurs tournois regroupant les nations en fonction de leur niveau. Les meilleures équipes disputent le titre dans la Division Élite.
Les 10 équipes de la Division Élite sont scindées en deux poules de 5 où elles disputent un tour préliminaire. Les 4 meilleures sont qualifiées pour les quarts de finale. Les derniers de chaque poule s'affrontent dans un tour de relégation, au meilleur des 3 matches. Le perdant est relégué en Division IA.
Pour les autres divisions qui comptent 6 équipes (sauf la Division III-Q qui en compte 3), les équipes s’affrontent entre elles et, à l'issue de cette compétition, le premier est promu dans la division supérieure et le dernier est relégué dans la division inférieure.
Lors des phases de poule, les points sont attribués ainsi :
- victoire : 3 points ;
- victoire en prolongation ou aux tirs de fusillade : 2 points ;
- défaite en prolongation ou aux tirs de fusillade : 1 point ;
- défaite : 0 point.

## Résultats
| 9 décembre | Italie | 4-9 (1-1, 2-6, 1-2) | Pologne | Ice Arena 152 spectateurs |

| Feuille de match | Feuille de match | Feuille de match                                    | Feuille de match | Feuille de match                                                         |
| ---------------- | --- | --------------------------------------------------- | --- | ------------------------------------------------------------------------ |
|                  | Leitner (Gasser, Fink) — 11 min 5 s (SN) - Kasslatter (Reffo) — 28 min 29 s Gasser (Spinell, Gios) — 31 min 13 s (SN) - Fink (Gasser, Leitner) — 52 min 38 s (SN) - | 1-0 1-1 1-2 1-3 1-4 2-4 3-4 3-5 3-6 3-7 3-8 4-8 4-9 | - Łyszczarczyk (Jeziorski) — 15 min 45 s Jeziorski (Łyszczarczyk) — 22 min 41 s Bernacki (Zygmunt, Mi. Rybak) — 27 min Jeziorski (Łyszczarczyk, Paś) — 27 min 47 s - Paś (Łyszczarczyk) — 31 min 54 s (IN) Łyszczarczyk (Michałowski) — 33 min 29 s Sołtys (Pelaczyk, Jarosz) — 36 min 45 s Radzieńciak (Paś, Skokan) — 49 min 54 s (2 SN) - Bernacki (Zygmunt, Łyszczarczyk) — 54 min 18 s (SN) | Arbitrage : Christoph Sternat Juges de lignes : Lukáš Kacej Gregor Rezek |
| Quagliato        | Gardiens | Lewartowski                                         | | Arbitrage : Christoph Sternat Juges de lignes : Lukáš Kacej Gregor Rezek |
| 24 min           | Pénalités | 16 min                                              | | Arbitrage : Christoph Sternat Juges de lignes : Lukáš Kacej Gregor Rezek |
| 31               | Tirs | 44                                                  | | Arbitrage : Christoph Sternat Juges de lignes : Lukáš Kacej Gregor Rezek |

| 9 décembre | Ukraine | 1-3 (0-0, 1-2, 0-1) | Slovénie | Ice Arena 523 spectateurs |

| Feuille de match | Feuille de match                             | Feuille de match | Feuille de match                                                                                             | Feuille de match                                                               |
| ---------------- | -------------------------------------------- | ---------------- | --- | ------------------------------------------------------------------------------ |
|                  | - Sherbakov (Peresunko) — 37 min 19 s (SN) - | 0-1 0-2 1-2 1-3  | Drozg (Urukalo, Šturm) — 21 min 12 s Drozg (Jugovic, Šturm) — 26 min 55 s (SN) - Sodja (Kapel) — 40 min 27 s | Arbitrage : Andre Schrader Juges de lignes : Jonas Merten Maximilian Verworner |
| Dyachenko        | Gardiens                                     | Kogovšek         | | Arbitrage : Andre Schrader Juges de lignes : Jonas Merten Maximilian Verworner |
| 6 min            | Pénalités                                    | 8 min            | | Arbitrage : Andre Schrader Juges de lignes : Jonas Merten Maximilian Verworner |
| 26               | Tirs                                         | 39               | | Arbitrage : Andre Schrader Juges de lignes : Jonas Merten Maximilian Verworner |

| 9 décembre | Lituanie | 1-4 (0-1, 0-2, 1-1) | Norvège | Ice Arena 157 spectateurs |

| Feuille de match                         | Feuille de match                            | Feuille de match    | Feuille de match | Feuille de match                                                             |
| ---------------------------------------- | ------------------------------------------- | ------------------- | --- | ---------------------------------------------------------------------------- |
|                                          | - Kaleinikovas (Misiuk) — 52 min 3 s (IN) - | 0-1 0-2 0-3 1-3 1-4 | Karlsen (Nielsen) — 12 min 2 s Noer (Meisingset) — 24 min 31 s Vikingstad (Nielsen) — 29 min 40 s - Edvardsen — 57 min 9 s (CV) | Arbitrage : Gergely Kincses Juges de lignes : Daniel Persson Vladimir Suslov |
| Karlae (45 min 43 s) Lubys (12 min 59 s) | Gardiens                                    | Hanneborg           | | Arbitrage : Gergely Kincses Juges de lignes : Daniel Persson Vladimir Suslov |
| 37 min                                   | Pénalités                                   | 6 min               | | Arbitrage : Gergely Kincses Juges de lignes : Daniel Persson Vladimir Suslov |
| 19                                       | Tirs                                        | 40                  | | Arbitrage : Gergely Kincses Juges de lignes : Daniel Persson Vladimir Suslov |

| 10 décembre | Norvège | 4-0 (2-0, 1-0, 1-0) | Italie | Ice Arena 106 spectateurs |

| Feuille de match | Feuille de match | Feuille de match | Feuille de match | Feuille de match                                                                |
| ---------------- | --- | ---------------- | ---------------- | ------------------------------------------------------------------------------- |
|                  | Noer (Kjellesvik) — 4 min 32 s Ellingsen (Noer, Karlsen) — 15 min 5 s Grøsvik (Solem) — 39 min 35 s Ellingsen (Karlsen, Noer) — 40 min 59 s | 1-0 2-0 3-0 4-0  | -                | Arbitrage : Sean MacFarlane Juges de lignes : Anže Bergant Maximilian Verworner |
| Wikstøl          | Gardiens | Stoll            |                  | Arbitrage : Sean MacFarlane Juges de lignes : Anže Bergant Maximilian Verworner |
| 4 min            | Pénalités | 4 min            |                  | Arbitrage : Sean MacFarlane Juges de lignes : Anže Bergant Maximilian Verworner |
| 44               | Tirs | 21               |                  | Arbitrage : Sean MacFarlane Juges de lignes : Anže Bergant Maximilian Verworner |

| 10 décembre | Slovénie | 4-3 (1-0, 3-1, 0-2) | Lituanie | Ice Arena 497 spectateurs |

| Feuille de match | Feuille de match | Feuille de match                   | Feuille de match | Feuille de match                                                         |
| ---------------- | --- | ---------------------------------- | --- | ------------------------------------------------------------------------ |
|                  | Sodja (Brun-Rauh, Svetina) — 16 min 36 s (SN) - Drozg (Kujavec, Brus) — 29 min 48 s Šturm (Drozg, Sever) — 33 min 3 s (SN) Svetina (Brun-Rauh, Kapel) — 38 min 18 s (SN) - | 1-0 1-1 2-1 3-1 4-1 4-2 4-3        | - Kaleinikovas — 24 min 7 s - Washco (Bogdziul, Mukovoz) — 46 min 15 s (SN) Ragas (Bogdziul, Zukauskas) — 58 min 42 s (JS) | Arbitrage : Christoph Sternat Juges de lignes : Lukáš Kacej Jonas Merten |
| Kogovsek         | Gardiens | Karla (40 min) Lubys (18 min 46 s) | | Arbitrage : Christoph Sternat Juges de lignes : Lukáš Kacej Jonas Merten |
| 2 min            | Pénalités | 6 min                              | | Arbitrage : Christoph Sternat Juges de lignes : Lukáš Kacej Jonas Merten |
| 38               | Tirs | 10                                 | | Arbitrage : Christoph Sternat Juges de lignes : Lukáš Kacej Jonas Merten |

| 10 décembre | Pologne | 3-2 (0-1, 3-1, 0-0) | Ukraine | Ice Arena 102 spectateurs |

| Feuille de match | Feuille de match | Feuille de match    | Feuille de match                                                                         | Feuille de match                                                           |
| ---------------- | --- | ------------------- | ---------------------------------------------------------------------------------------- | -------------------------------------------------------------------------- |
|                  | - Łyszczarczyk (Paś, Jeziorski) — 20 min Sołtys (Jarosz, Michałowski) — 29 min 6 s Jeziorski (Radzieńciak) — 31 min 28 s - | 0-1 1-1 2-1 3-1 3-2 | Sherbakov (Ordynsky, Horlushko) — 1 min 13 s (SN) - Mazur (Horlushko) — 36 min 17 s (SN) | Arbitrage : Gergely Kincses Juges de lignes : Gregor Rezek Vladimir Suslov |
| Lewartowski      | Gardiens | Dyachenko           |                                                                                          | Arbitrage : Gergely Kincses Juges de lignes : Gregor Rezek Vladimir Suslov |
| 8 min            | Pénalités | 8 min               |                                                                                          | Arbitrage : Gergely Kincses Juges de lignes : Gregor Rezek Vladimir Suslov |
| 40               | Tirs | 22                  |                                                                                          | Arbitrage : Gergely Kincses Juges de lignes : Gregor Rezek Vladimir Suslov |

| 12 décembre | Norvège | 2-1 (TB) (0-0, 0-0, 1-1, 0-0, 1-0) | Ukraine | Ice Arena 113 spectateurs |

| Feuille de match | Feuille de match                                                   | Feuille de match | Feuille de match                                   | Feuille de match                                                         |
| ---------------- | ------------------------------------------------------------------ | ---------------- | -------------------------------------------------- | ------------------------------------------------------------------------ |
|                  | - Karlsen (Kjellesvik, Noer) — 52 min 18 s (SN) Noer — 65 min (TB) | 0-1 1-1 2-1      | Kovalenko (Denyskin, Mostovy) — 44 min 12 s (SN) - | Arbitrage : Christoph Sternat Juges de lignes : Anže Bergant Lukáš Kacej |
| Hanneborg        | Gardiens                                                           | Dyachenko        |                                                    | Arbitrage : Christoph Sternat Juges de lignes : Anže Bergant Lukáš Kacej |
| 6 min            | Pénalités                                                          | 6 min            |                                                    | Arbitrage : Christoph Sternat Juges de lignes : Anže Bergant Lukáš Kacej |
| 44               | Tirs                                                               | 26               |                                                    | Arbitrage : Christoph Sternat Juges de lignes : Anže Bergant Lukáš Kacej |

| 12 décembre | Pologne | 5-4 (TB) (0-1, 4-2, 0-1, 0-0, 1-0) | Slovénie | Ice Arena 652 spectateurs |

| Feuille de match | Feuille de match | Feuille de match                    | Feuille de match | Feuille de match                                                                   |
| ---------------- | --- | ----------------------------------- | --- | ---------------------------------------------------------------------------------- |
|                  | - Łyszczarczyk (Jeziorski, Bizacki) — 25 min 49 s (SN) - Łyszczarczyk (Jeziorski, Bizacki) — 27 min 51 s Paś (Jeziorski, Łyszczarczyk) — 34 min 20 s - Jeziorski (Paś, Łyszczarczyk) — 39 min 59 s - Jeziorski — 65 min (TB) | 0-1 1-1 1-2 2-2 3-2 3-3 4-3 4-4 5-4 | Sever (Šturm, Drozg) — 12 min 36 s (SN) - Svetina (Kapel, Sodja) — 26 min 47 s - Kapel (Sodja, Svetina) — 37 min 39 s - Šturm (Klofutar, Drozg) — 40 min 56 s | Arbitrage : Sean MacFarlane Juges de lignes : Daniel Persson Maximillian Verworner |
| Kogovšek         | Gardiens | Lewartowski                         | | Arbitrage : Sean MacFarlane Juges de lignes : Daniel Persson Maximillian Verworner |
| 10 min           | Pénalités | 10 min                              | | Arbitrage : Sean MacFarlane Juges de lignes : Daniel Persson Maximillian Verworner |
| 36               | Tirs | 34                                  | | Arbitrage : Sean MacFarlane Juges de lignes : Daniel Persson Maximillian Verworner |

| 12 décembre | Lituanie | 1-2 (pr) (0-0, 1-0, 0-1, 0-1) | Italie | Ice Arena 108 spectateurs |

| Feuille de match | Feuille de match                       | Feuille de match | Feuille de match                                                                         | Feuille de match                                                       |
| ---------------- | -------------------------------------- | ---------------- | ---------------------------------------------------------------------------------------- | ---------------------------------------------------------------------- |
|                  | Kaleinikovas (Gusevas) — 22 min 55 s - | 1-0 1-1 1-2      | - Kosmac (Galassiti, Berger) — 51 min 23 s (SN) Berger (Gios, Kosmac) — 62 min 54 s (SN) | Arbitrage : Andre Schrader Juges de lignes : Jonas Merten Gregor Rezek |
| Lubys            | Gardiens                               | Quagliato        |                                                                                          | Arbitrage : Andre Schrader Juges de lignes : Jonas Merten Gregor Rezek |
| 10 min           | Pénalités                              | 8 min            |                                                                                          | Arbitrage : Andre Schrader Juges de lignes : Jonas Merten Gregor Rezek |
| 27               | Tirs                                   | 35               |                                                                                          | Arbitrage : Andre Schrader Juges de lignes : Jonas Merten Gregor Rezek |

| 13 décembre | Pologne | 4-1 (1-0, 2-1, 1-0) | Lituanie | Ice Arena 100 spectateurs |

| Feuille de match | Feuille de match | Feuille de match                        | Feuille de match                         | Feuille de match                                                           |
| ---------------- | --- | --------------------------------------- | ---------------------------------------- | -------------------------------------------------------------------------- |
|                  | Bernacki (Wysocki, Jeziorski) — 11 min 45 s Bernacki (Zygmunt, Michałowski) — 22 min 43 s (IN) - Łyszczarczyk (Bizacki) — 31 min 1 s (IN) Łyszczarczyk (Paś, Skokan) — 57 min 31 s (CV) | 1-0 2-0 2-1 3-1 4-1                     | - Kaleinikovas (Mukovoz) — 24 min 52 s - | Arbitrage : Gergely Kincses Juges de lignes : Jonas Merten Vladimir Suslov |
| Lewartowski      | Gardiens | Karla (33 min 30 s) Lubys (25 min 48 s) |                                          | Arbitrage : Gergely Kincses Juges de lignes : Jonas Merten Vladimir Suslov |
| 8 min            | Pénalités | 4 min                                   |                                          | Arbitrage : Gergely Kincses Juges de lignes : Jonas Merten Vladimir Suslov |
| 24               | Tirs | 16                                      |                                          | Arbitrage : Gergely Kincses Juges de lignes : Jonas Merten Vladimir Suslov |

| 13 décembre | Slovénie | 1-5 (0-1, 1-2, 0-2) | Norvège | Ice Arena 747 spectateurs |

| Feuille de match                          | Feuille de match                    | Feuille de match        | Feuille de match | Feuille de match                                                        |
| ----------------------------------------- | ----------------------------------- | ----------------------- | --- | ----------------------------------------------------------------------- |
|                                           | - Kujavec (Svetina) — 36 min 10 s - | 0-1 0-2 1-2 1-3 1-4 1-5 | Homdrom (Dahl, Edvardsen) — 7 min 56 s Kjellesvik (Noer, Ellingsen) — 20 min 30 s - Ellingsen (Noer, Karlsen) — 36 min 42 s Noer (Harbosen) — 44 min 54 s Meisingset (Hermansen, Mathisen) — 55 min 49 s (2 SN) | Arbitrage : Andre Schrader Juges de lignes : Lukáš Kacej Daniel Persson |
| Kogovšek (58 min 30 s) Plavc (1 min 30 s) | Gardiens                            | Wikstøl                 | | Arbitrage : Andre Schrader Juges de lignes : Lukáš Kacej Daniel Persson |
| 14 min                                    | Pénalités                           | 12 min                  | | Arbitrage : Andre Schrader Juges de lignes : Lukáš Kacej Daniel Persson |
| 14                                        | Tirs                                | 33                      | | Arbitrage : Andre Schrader Juges de lignes : Lukáš Kacej Daniel Persson |

| 13 décembre | Italie | 2-3 (0-2, 1-1, 1-0) | Ukraine | Ice Arena 102 spectateurs |

| Feuille de match | Feuille de match                                                                   | Feuille de match    | Feuille de match | Feuille de match                                                                |
| ---------------- | ---------------------------------------------------------------------------------- | ------------------- | --- | ------------------------------------------------------------------------------- |
|                  | - Berger (Galassiti, Kosmac) — 25 min 8 s - Fink (Deluca, Pechlaner) — 44 min 46 s | 0-1 0-2 1-2 1-3 2-3 | Peresunko (Mostovy) — 2 min 15 s Kozachuk (Grigoryev, Sherbakov) — 19 min 17 s (JS) - Danylenko (Grigoryev, Krivoshapkin) — 37 min 33 s - | Arbitrage : Sean MacFarlane Juges de lignes : Anže Bergant Maximilian Verworner |
| Quagliato        | Gardiens                                                                           | Dyachenko           | | Arbitrage : Sean MacFarlane Juges de lignes : Anže Bergant Maximilian Verworner |
| 6 min            | Pénalités                                                                          | 8 min               | | Arbitrage : Sean MacFarlane Juges de lignes : Anže Bergant Maximilian Verworner |
| 28               | Tirs                                                                               | 25                  | | Arbitrage : Sean MacFarlane Juges de lignes : Anže Bergant Maximilian Verworner |

| 15 décembre | Ukraine | 2-1 (TB) (0-0, 1-1, 0-0, 0-0, 1-0) | Lituanie | Ice Arena 116 spectateurs |

| Feuille de match | Feuille de match                                                           | Feuille de match | Feuille de match                                  | Feuille de match                                                               |
| ---------------- | -------------------------------------------------------------------------- | ---------------- | ------------------------------------------------- | ------------------------------------------------------------------------------ |
|                  | Mostovy (Deniskin, Kovalenko) — 28 min 19 s (SN) - Peresunko — 65 min (TB) | 1-0 1-1 2-1      | - Bučys (Gusevas, Kudrevičius) — 35 min 30 s (SN) | Arbitrage : Andre Schrader Juges de lignes : <Anže Bergantbr /> Daniel Persson |
| Dyachenko        | Gardiens                                                                   | Lubys            |                                                   | Arbitrage : Andre Schrader Juges de lignes : <Anže Bergantbr /> Daniel Persson |
| 10 min           | Pénalités                                                                  | 16 min           |                                                   | Arbitrage : Andre Schrader Juges de lignes : <Anže Bergantbr /> Daniel Persson |
| 30               | Tirs                                                                       | 24               |                                                   | Arbitrage : Andre Schrader Juges de lignes : <Anže Bergantbr /> Daniel Persson |

| 15 décembre | Slovénie | 6-1 (2-0, 1-0, 3-1) | Italie | Ice Arena 412 spectateurs |

| Feuille de match | Feuille de match | Feuille de match            | Feuille de match                              | Feuille de match                                                                     |
| ---------------- | --- | --------------------------- | --------------------------------------------- | ------------------------------------------------------------------------------------ |
|                  | Tislar (Tavčar, Brglez) — 16 min 9 s Ban (Drozg, Šturm) — 18 min 14 s (SN) Svetina (Sodja, Kapel) — 38 min 17 s - Drozg (Šturm, Brun-Rauh) — 46 min 8 s Drozg (Brus, Kujavec) — 57 min 23 s Kapel (Kujavec, Svetina) — 59 min 53 s | 1-0 2-0 3-0 3-1 4-1 5-1 6-1 | - Kasslatter (Gasser, Deluca) — 44 min 57 s - | Arbitrage : Christoph Sternat Juges de lignes : Vladimir Suslov Maximilian Verworner |
| Kogovšek         | Gardiens | Stoll                       |                                               | Arbitrage : Christoph Sternat Juges de lignes : Vladimir Suslov Maximilian Verworner |
| 18 min           | Pénalités | 8 min                       |                                               | Arbitrage : Christoph Sternat Juges de lignes : Vladimir Suslov Maximilian Verworner |
| 33               | Tirs | 32                          |                                               | Arbitrage : Christoph Sternat Juges de lignes : Vladimir Suslov Maximilian Verworner |

| 15 décembre | Norvège | 3-2 (TB) (0-0, 2-1, 0-1, 0-0, 1-0) | Pologne | Ice Arena 153 spectateurs |

| Feuille de match | Feuille de match                                                                                     | Feuille de match    | Feuille de match                                                                                           | Feuille de match                                                       |
| ---------------- | --- | ------------------- | --- | ---------------------------------------------------------------------- |
|                  | Vold (Solem, Harbosen) — 25 min 33 s Karlsen (Noer, Nielsen) — 26 min 37 s - Ellingsen — 65 min (TB) | 1-0 2-0 2-1 2-2 3-2 | - Jarosz (Jeziorski, Łyszczarczyk) — 36 min 59 s Łyszczarczyk (Jeziorski, Zygmunt) — 59 min 53 s (SN + JS) | Arbitrage : Sean MacFarlane Juges de lignes : Lukáš Kacej Gregor Rezek |
| Hanneborg        | Gardiens                                                                                             | Lewartowski         | | Arbitrage : Sean MacFarlane Juges de lignes : Lukáš Kacej Gregor Rezek |
| 6 min            | Pénalités                                                                                            | 10 min              | | Arbitrage : Sean MacFarlane Juges de lignes : Lukáš Kacej Gregor Rezek |
| 31               | Tirs                                                                                                 | 27                  | | Arbitrage : Sean MacFarlane Juges de lignes : Lukáš Kacej Gregor Rezek |

## Classement final
| Clt   | Équipe       | PJ | V | VP | D | DP | BP | BC | Diff | Pts |
| ----- | ------------ | -- | - | -- | - | -- | -- | -- | ---- | --- |
| +001, | Norvège (R)  | 5  | 3 | 2  | 0 | 0  | 18 | 5  | +13  | 13  |
| +002, | Pologne      | 5  | 3 | 1  | 0 | 1  | 23 | 14 | +9   | 12  |
| +003, | Slovénie     | 5  | 3 | 0  | 1 | 1  | 18 | 15 | +3   | 10  |
| +004, | Ukraine      | 5  | 1 | 1  | 2 | 1  | 9  | 11 | -2   | 6   |
| +005, | Italie       | 5  | 0 | 1  | 4 | 0  | 9  | 23 | -14  | 2   |
| +006, | Lituanie (P) | 5  | 0 | 0  | 3 | 2  | 7  | 16 | -9   | 2   |

- Promu en Division IA en 2019
- Relégué en Division IIB en 2019

Pour les significations des abréviations, voir statistiques du hockey sur glace.

## Récompenses individuelles
| Rang | Joueur               | Pays     | PJ | B | A | Pts | +/− | Pun |
| ---- | -------------------- | -------- | -- | - | - | --- | --- | --- |
| 1    | Alan Łyszczarczyk    | Pologne  | 5  | 8 | 7 | 15  | +8  | 6   |
| 2    | Bartłomiej Jeziorski | Pologne  | 5  | 5 | 7 | 12  | +7  | 2   |
| 3    | Jacob Noer           | Norvège  | 5  | 4 | 6 | 10  | +8  | 0   |
| 4    | Jan Drozg            | Slovénie | 5  | 5 | 4 | 9   | +3  | 10  |
| 5    | Erik Svetina         | Slovénie | 5  | 3 | 4 | 7   | +4  | 0   |
| 6    | Dominik Paś          | Pologne  | 5  | 2 | 5 | 7   | +6  | 4   |
| 7    | Jaka Sturm           | Slovénie | 5  | 2 | 5 | 7   | 0   | 0   |
| 8    | Christoffer Karlsen  | Norvège  | 5  | 3 | 3 | 6   | +8  | 2   |
| 9    | Rok Kapel            | Slovénie | 5  | 2 | 4 | 6   | +2  | 0   |
| 10   | Martin Ellingsen     | Norvège  | 5  | 4 | 1 | 5   | +7  | 6   |

| Rang | Joueur            | Pays     | Min          | BC | Moy  | %Arr  | Bl |
| ---- | ----------------- | -------- | ------------ | -- | ---- | ----- | -- |
| 1    | Laurynas Lubys    | Lituanie | 185 min 27 s | 4  | 1,29 | 95,29 | 0  |
| 2    | Jørgen Hanneborg  | Norvège  | 190 min 0 s  | 4  | 1,26 | 94,44 | 0  |
| 3    | Bogdan Dyachenko  | Ukraine  | 309 min 35 s | 11 | 2,13 | 93,71 | 0  |
| 4    | Kamil Lewartowski | Pologne  | 308 min 27 s | 14 | 2,72 | 89,55 | 0  |
| 5    | Ziga Kogovsek     | Slovénie | 303 min 30 s | 15 | 2,97 | 89,05 | 0  |
| 6    | Robin Quagliato   | Italie   | 182 min 34 s | 13 | 4,27 | 86,46 | 0  |

Nota : seuls sont classés les gardiens ayant joué au minimum 40 % du temps de jeu de leur équipe.